# Acronicta melanocephala
Acronicta melanocephala är en fjärilsart som beskrevs av Mansb. Acronicta melanocephala ingår i släktet Acronicta och familjen nattflyn. Inga underarter finns listade i Catalogue of Life.